# شيآن إم إيه 600
شيآن إم إيه 600 (بالإنجليزية: Xian MA600)‏ هي طائرة ركاب إقليمية، ذات محركين بدفع توربيني، وبسعة 56 راكبا. تم تصميمها وتطويرها استنادا على طائرة شيآن إم إيه 60 وتصنع في الصين بواسطة شركة شيآن لصناعة الطائرات والمملوكة من قبل شركة صناعة الطيران الصينية (افيك). كان أول طيران لها في 2008. دخلت الخدمة في 2010، صنع منها 4 طائرات.

## مواصفات (MA600)
البيانات من Modern Ark
الخصائص العامة
- الطاقم: two pilots
- السعة: 60 passengers
- الطول: 24.71 m (81.0695 ft)
- باع الجناح: 29.20 m (95.80 ft)
- الارتفاع: 8.858 m (29.06 ft)
- الوزن فارغة: 13,730kg (30269.46 lb)
- وزن الإقلاع الأقصى: 21,800 kg (48060.77 lb)
- محرك الطائرة: 2 × Pratt & Whitney Canada PW127J محرك مروحة عنفيةs, 2,148 kW (2,880 حصان (وحدة قدرة))  الواحد

الأداء
- السرعة القصوى: 514 كم/س (319 ميل/س) (278 السرعة الجوية الصحيحة)
- مدى (طائرة): 1,430 km (775 nm) with 56 passengers and 198 lb (90kg) per passenger with reserve: 185 km + 45min., ISA
- سقف الخدمة: 7,622 m (25,000 ft)